# Brugskunst
Brugskunst er alle typer kunst, der anvender design og dekoration til hverdagsting og praktiske genstande for at gøre dem æstetisk bedre. Ordet brugskunst bruges for at adskille bemeldte genstande fra skønne kunster, der fremstiller genstande uden nogen praktisk funktion, og hvis eneste formål er at se flotte ud eller stimulere intellektet. I praksis har de to begreber dog ofte et overlap. Brugskunst har et stort sammenfald med dekorativ kunst, og moderne brugskunst kaldes ofte for design.
Eksempler på kunst:
- Industrielt design – masseproducerede genstande
- Skulptur – bliver også medregnet i skønne kunster
- Arkitektur – bliver også medregnet i skønne kunster
- Håndværk – bliver også medregnet i skønne kunster
- Keramisk kunst
- Bildesign
- Tøjdesign
- Kalligrafi
- Indretningsdesign
- Grafisk design

## Museer
Tyskland
- Bauhaus-Archiv
- Die Neue Sammlung
- Museum für Angewandte Kunst
- Martin-Gropius-Bau
- Museum Angewandte Kunst (Frankfurt am Main)
- Museum für Angewandte Kunst Köln
- Museum für Angewandte Kunst (Gera)
- Grassi Museum für Angewandte Kunst

Øvrige verden
- Kunst- og håndværksmuseet, Kroatien
- Musée de design et d'arts appliqués contemporains, Schweiz
- Museum für angewandte Kunst, Østrig
- Nordenfjeldske Kunstindustrimuseum, Norge
- Powerhouse Museum, Australien
- Serbiens Kunsthåndværksmuseum, Serbien
- Stieglitz Museum for kunsthåndværk, Rusland
- Uměleckoprůmyslové muzeum v Praze (Prags kunsthåndævrkmuseum), Tjekkiet
- Ungarns Kunsthåndværksmuseum, Ungarn
- Victoria and Albert Museum, Storbritannien